# Mustafa Kemal Atatürk
Gazi Mustafa Kemal Atatürk, prvi predsednik sodobne republike Turčije, * 19. maj 1881, Selanik (danes Solun, grško Thessaloníki) † 10. november 1938, Carigrad. Bil je turški feldmaršal (mareşal), revolucionarni državnik in ustanovitelj Republike Turčije, katere predsednik je bil od leta 1923 do svoje smrti leta 1938. Po ideologiji je bil sekuralist in nacionalist, njegova politika pa je postala znana kot kemalizem.
Do leta 1934 je uporabljal svoje rojstno ime Gazi Mustafa Kemal Paşa. Svojo kariero je začel kot častnik v turški vojski.

## Življenje
Mustafa se je rodil 19. maja 1881 v Solunu. Po očetovi smrti leta 1893 je začel obiskovati vojaško srednjo šolo, kjer mu je učitelj, ki mu je bilo prav tako ime Mustafa, dodal vzdevek Kemal, da bi se izognili zamenjavi. Bil je dober in izredno nadarjen učenec. Leta 1899 je začel študirati na vojaški akademiji v Carigradu, nato pa se leta 1905 zaposlil na vojaškem ministrstvu. Začel se je ukvarjati s politiko in tako kmalu postal eden vodilnih osebnosti gibanja tako imenovanih mladoturkov, ki so si prizadevali posodobiti državo. Člani gibanja so v letih 1908 in 1909 organizirali uspešno vstajo proti sultanu. Dosegli so ponovno uvedbo državne ureditve in delovanje parlamenta. Sultan je poizkusil izvesti protivstajo, vendar mu je slednje Mustafa Kemal preprečil in sultan je moral v izgnanstvo v Solun. Nasledil ga je sultan Mehmed V. Mustafa Kemal se je v letih 1911–1913 udeležil italijansko-turške vojne in balkanskih vojn. Nato je v Sofiji dočakal začetek 1. svetovne vojne. Ko so se pri Galipoliju izkrcale angleške čete in njihovi zavezniki, je Mustafa Kemal prevzel obrambo. Med vojno turška vojska pod njegovim poveljstvom, kljub pičli oborožitvi, ni doživela nobenega poraza, vendar je Osmansko cesarstvo kljub temu poleg Nemčije izgubilo vojno.
Po vojni so zavezniške čete zasedle velik del Turčije, to pa je pripeljalo do različnih uporov. Mustafa Kemal je tako postal generalni inšpektor na področju nemirov. Toda namesto, da bi razmere uredil, je izstopil iz vojske in ustanovil svoje narodno odporniško gibanje. Od naroda je zahteval boj proti zasedbi, za svobodo in neodvisnost. Ljudska skupščina ga je 23. aprila 1920 v Ankari imenovala za predsednika izvršnega sveta. Tako je svetu pokazal, da Turčija ne priznava sporazuma iz Sevresa, s katerim je bilo predvideno razkosanje države. Ljudska skupščina mu je podelila vsa pooblastila in Turki so ponovno v vojni za neodvisnost osvojili vsa zasedena ozemlja in pregnali okupacijske enote Francije, Združenega kraljestva, Grčije, Rusije in armenske upornike.Oktobra 1922 so Turki z zavezniki podpisali sporazum o premirju, 24. junija 1923 pa še sporazum, s katerim so zavezniki turškemu narodu priznali neodvisnost. Prvi predsednik postane prav Mustafa Kemal, ki takoj prične z obsežnimi reformami. Ljudska skupščina mu je podelila vzdevek Atatürk oz. Oče Turkov. Leta 1923 se je poročil in dve leti kasneje ločil. Posvojil je več otrok in poskrbel za njihovo prihodnost. Od leta 1927 je živel v nekdanji sultanovi palači Dolmabahçe v Carigradu. Umrl je 10. novembra 1938. Njegove posmrtne ostanke so pokopali v etnografskem muzeju v Ankari. Kasneje so njegove posmrtne ostanke preselili v mavzolej na spominskem griču v Ankari.

## Politika
Mustafa Kemal se je začel zelo zgodaj ukvarjati s politiko, k temu pa ga je spodbudila beda, v kateri so živeli številni prebivalci Turčije. Skupaj s somišljeniki je organiziral uspešno vstajo in tako dosegel odstop sultana in delovanje parlamenta. Po vojni je nasprotoval zavezniškemu razkosanju Turčije in Turke pozval k boju. Svoje velikopotezne reforme je lahko začel izvajati šele, ko je prišel na predsedniški položaj. Leta 1924 so z ustavo potrdili šest načel njegove politike o moderni turški državi, ki so kmalu postale znane kot »kemalizem« oz. nacionalizem, sekularizem in modernizem. Ti naj bi zagotovili, da sta država in vera strogo ločeni, to pa je pomenilo tudi ukinitev sultanata in kalifata. Načela republikanizma, popularizma in etatizma pa so zahtevala, da interese ljudstva zastopa ljudska stranka in da gospodarstvo vodi država. To politiko je spremljalo še več drugih novosti, ki jih je uveljavil z diktatorskimi pooblastili, te novosti pa so popolnoma in trajno spremenile podobo Turčije. Tako so leta 1926 uvedli civilno pravo, ki je nadomestilo šeriatsko pravo. 25. novembra 1925 je izdal zakon o pokrivalih, ki je predpisoval nošenje pokrival zahodnega tipa. Prav tako je bilo ženskam prepovedano zakrivanje obraza s feredžo, čas, koledar in merske enote pa so prilagodili mednarodnim standardom. Predsednik je leta 1928 namesto arabske abecede uvedel latinsko, leta 1932 pa je bila razglašena enakopravnost žensk, pričela se je tudi reforma univerze. Istega leta je Turčija postala članica Društva narodov. Le-ta je predstavil petletni načrt za industrijski razvoj, uzakonil pasivno in aktivno volilno pravico za ženske, leta 1934 pa uvedel še uporabo družinskih imen in priimkov. Njegova smrt je pomenila hud udarec njegovemu režimu, ki se je izkazal kot zelo obstoječ, saj je kljub velikemu pritisku zaveznikov in sil osi preživel posledice II. svetovne vojne.

## Bolezen in smrt
Med letom 1937 postane zdravje vedno bolj vidna težava, ki se še poslabša v letu 1938. Po zdravljenju v Carigradu je jasno, da gre za cirozo jeter. Četudi vztraja pri sicer običajnem načinu življenja, umre 10. novembra 1938.
Atatürkovo truplo je bilo sprva zakopano v etnografski muzej Ankare, a so ga po petnajstih letih prenesli v posebej veliki mavzolej Anıtkabir.
V svoji oporoki je Atatürk prenesel vse svoje imetje Republikanski ljudski stranki pod pogojem, da z obrestmi stranka vzdržuje  njegovo sestro in njegove posvojence in financirajo višjo izobraževanje otrok s kraja İsmet İnönü. Preostanek obrestnih prihodkov se zapusti Turški ligi in Turškem društvu zgodovinarjev.